# Шолохово (Новгородская область)

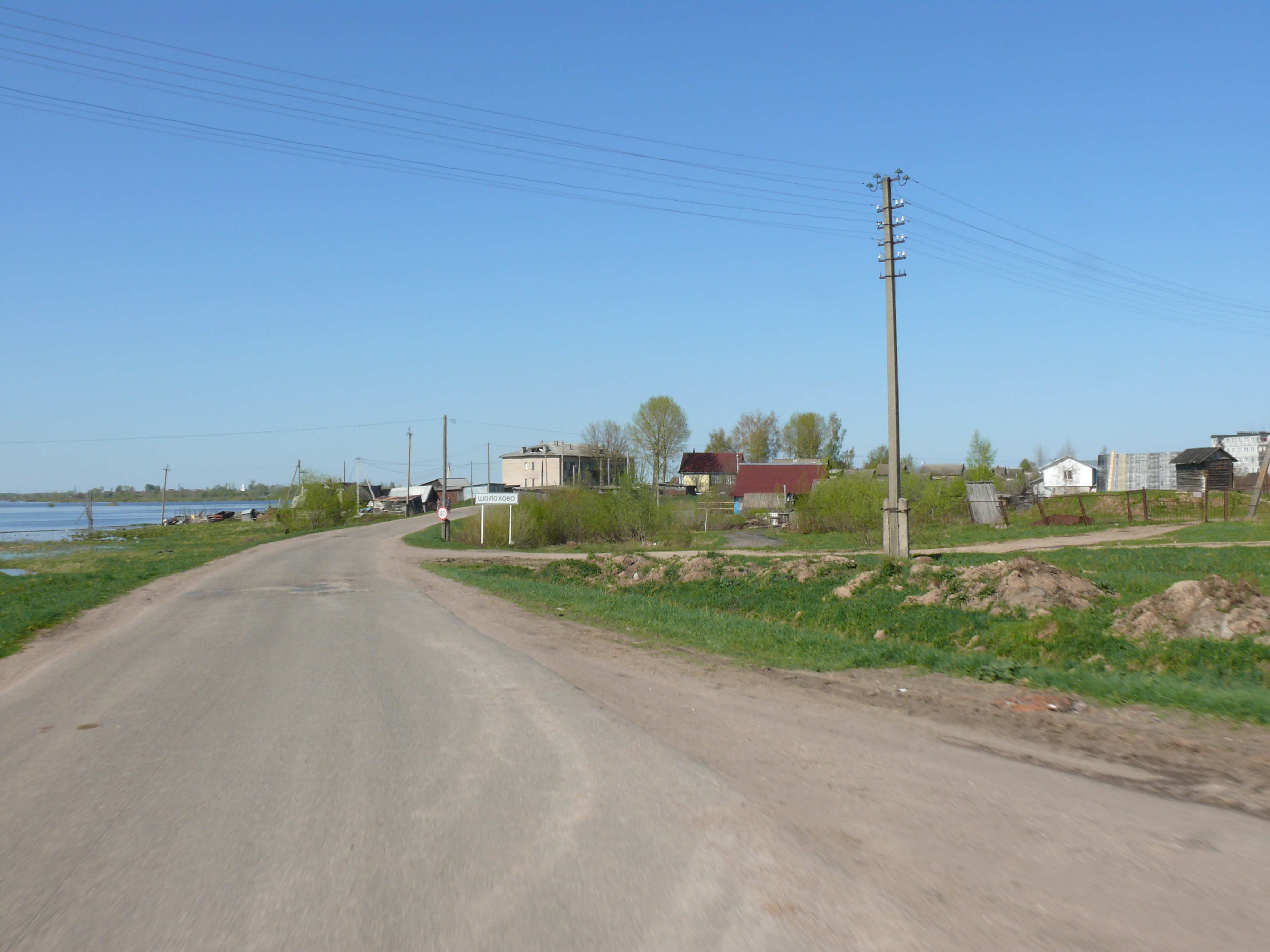
Въезд в Шолохово со стороны деревни Спас-Нередицы

Шо́лохово — деревня в Новгородском районе Новгородской области, входит в состав Савинского сельского поселения.
Расположена на правом берегу реки Малый Волховец, в 2 км от автодороги Великий Новгород—Москва. Ближайшие населённые пункты: деревни Волотово и Кунино. В 1 км севернее Шолохова находится церковь Спаса на Ковалёве.
Планировка деревни — уличная односторонняя, дома расположены фасадами на запад, в сторону Новгорода.

## Население
| 2010 |
| ---- |
| 292  |

## История
Шолохово впервые упоминается в Описи Новгорода в 1617 году. В то время оно принадлежало Ситецкому монастырю. В годы Русско-Шведской войны 1614—1617 года было практически полностью разорено (осталось два двора). В одном из домов проживал старец и шесть служек из Ситецкого монастыря, в другом — крестьянин.
Исторически вокруг Шолохова было мало земельных угодий, и местные жители занимались различными промыслами, самым традиционным из которых являлось плетение из ивового прута. Близость Московского тракта позволяла также с успехом промышлять извозом.
В архивах сохранились фотографии с дореволюционными деревенскими видами. На них можно увидеть две крестьянских усадьбы, каждая из которых представляла собой комплекс из жилой клети и хозяйственного двора, расположенных вдоль улицы с отдельными крышами. Их соединяли узкие сени. Жилые постройки были крыты тёсом, хозяйственные — соломой. Усадеб подобной планировки в окрестностях Новгорода не сохранилось.
В Великую Отечественную войну деревня длительное время находилась на линии фронта и в результате постоянных обстрелов и бомбардировок практически вся выгорела.
В советское время Шолохово входило в совхоз «Волховский». До апреля 2014 года деревня входила в состав ныне упразднённого Волотовского сельского поселения.